# La casa nella prateria - Ricordando il passato
La casa nella prateria - Ricordando il passato è un film televisivo del 1983, diretto da Victor French.
Si tratta del primo dei tre film televisivi che sono stati realizzati a conclusione della serie televisiva La casa nella prateria.

## Trama
Charles e Albert per motivi di lavoro devono recarsi in una città vicina a Walnut Grove e quindi vogliono cogliere l'occasione per passare alcuni giorni con Laura. Albert prima di tornare al villaggio si reca all'università col padre per prendere informazioni sulla facoltà di medicina e lì il rettore gli dice che ha ottime possibilità di vincere una borsa di studio. Qui Albert ha un episodio di epistassi e successivamente a Walnut Grove se ne verificano altri. Recandosi in ospedale gli viene diagnosticata una grave forma di leucemia. Il ragazzo, anche se in un primo momento è sconvolto, reagisce bene e decide di aspettare la fine al villaggio con Laura sentendosi orgoglioso quando riceve una lettera nella quale gli viene comunicato che ha vinto una borsa di studio della durata di quattro anni. Intanto, Charles cerca di aiutare i suoi vecchi concittadini a superare una crisi e li convince a creare una cooperativa.
I ragazzi della scuola, come ogni anno, organizzano la scalata di una collina per deporre in un cofanetto un "tesoro" e in questa occasione decide di partecipare anche Albert. La scena finale vede protagonista proprio lui che stringe la mano di Laura in cima alla collina.

## Curiosità
- Katherine MacGregor non era intenzionata a interrompere il suo pellegrinaggio in India per tornare a interpretare il personaggio di Harriet Oleson in questo e negli altri due film conclusivi della serie. Si decise così che il suo personaggio non sarebbe apparso in nessuno dei tre film.[1]
- Nel suo libro di memorie Prairie Tale, Melissa Gilbert ha confessato che la sera prima di girare la scena in cui Albert torna a Walnut Grove per la prima volta dopo che gli è stata diagnosticata la sua malattia era stata fuori a bere e che aveva ancora i postumi di una sbornia mentre girava questa scena.[2]
- Nell'edizione originale dell'episodio Di nuovo a casa - parte 2, la voce fuori campo di Laura racconta che Albert tornerà a Walnut Grove vent'anni dopo come medico; ciò porta a pensare che, nel film TV post serie Ricordando il passato, Albert riesca a guarire dalla leucemia, la sua virtù rimane un mistero poiché alla luce di ciò che succede nell'ultimo film L'ultimo addio, la frase di Laura risulta molto ambigua. L'ipotesi più plausibile resta che quando fu girata la nona stagione, la produzione non aveva ancora preso la decisione di cancellare la serie TV, pensando così di produrre nuovi episodi, dove Albert sarebbe tornato nel villaggio come medico, ma non fece nulla di tutto ciò. Quando fu scelto il finale in cui tutto o quasi il villaggio di Walnut Grove viene distrutto da un'esplosione, non fu tenuto conto di quanto detto nell'episodio precedente. Nel terzo film, d'altro canto, intorno alla piccola casa, che è rimasta intatta, saltellano alcuni coniglietti.